# Seznam chráněných území v okrese Stará Ľubovňa
Toto je seznam chráněných území v okrese Stará Ľubovňa aktuální k roku 2016, ve kterém jsou uvedena chráněná území v oblasti okresu Stará Ľubovňa.
| Kód  | Obrázek       | Typ | Název                          | Rozloha (ha) | Galerie Commons | Popis území | Souřadnice                       |
| ---- | ------------- | --- | ------------------------------ | ------------ | --------------- | ----------- | -------------------------------- |
| 566  |               | NPP | Aksamitka                      | x            |                 |             |                                  |
| 513  | Popis obrazku | NPR | Čergovský Minčol               | 171,0836     |                 |             | 49°13′39″ s. š., 20°59′52″ v. d. |
| 1152 |               | PP  | Jaskyňa v Čube                 | x            |                 |             |                                  |
| 592  |               | PP  | Kyjovské bradielko             | 0,6428       |                 |             |                                  |
| 597  |               | PP  | Litmanovský potok              | 14,4191      |                 |             |                                  |
| 599  |               | PP  | Lysá hora                      | 1,1389       |                 |             |                                  |
| 626  | Okrúhly kopec | PP  | Okrúhly kopec                  | 5,4883       |                 |             | 49°14′31″ s. š., 20°54′4″ v. d.  |
| 638  |               | CHA | Plavečské štrkoviská           | 66,1448      |                 |             |                                  |
| 661  |               | PP  | Rebrá                          | 8,2160       |                 |             |                                  |
| 673  |               | PP  | Skalná ihla                    | 0,1400       |                 |             |                                  |
| 677  |               | PR  | Slatina pri Šarišskom Jastrabí | 2,1403       |                 |             |                                  |
| 672  |               | PP  | Údolské skalky                 | 0,7549       |                 |             |                                  |